# Кристиансен, Карина Розенвинге
Карина Розенвинге Кристиансен (дат. Carina Rosenvinge Christiansen; род. 17 марта 1991, Ольборг, Северная Ютландия) — датская лучница, выступающая в соревнованиях в стрельбе из олимпийского лука. Участница летних Олимпийских игр 2012 года.

## Биография
Кристиансен родилась 17 марта 1991 года в Ольборге. Она стала заниматься стрельбой из лука в возрасте одиннадцати лет в 2002 году, когда вступила в Орхусскую гильдию лучников (дат. Aarhus Bueskyttelaug). В этом клубе она оставалась по состоянию на 2015 год. В 2012 году она назвала теннисистку Каролину Возняцки своим спортивным кумиром.

## Карьера
Кристиансен дебютировала на Олимпийских играх 2012 года в Лондоне присоединившись к своим товарищам по команде Майе Ягер и Луизе Лорсен. Сборная Дании впервые выступала в женских командных соревнованиях, а также и в индивидуальных соревнованиях среди женщин. В предварительном рейтинговом раунде, который определил посев для последующих раундов на выбывание, Кристиансен заняла седьмое место в личном зачете с 663 очками (из максимальных 720), в то время как совокупный результат Кристиансен, Ягер и Лорсен в командном зачете стал новым национальным рекордом (1946 очков). Это позволило показать восьмой квалификационный результат. Датчанки победили Индию в первом раунде плей-офф и вышли в четвертьфинал, где уступили Южной Корее.
В женском личном зачете Кристиансен продвинулась дальше всех своих товарищей по команде, дойдя до 1/8 финала, где проиграла будущей обладательницы бронзы Мариане Авитии из Мексики.
Карина Кристиансен в 2013 году вместе c Майей Ягер и Анн Мари Лорсен выиграли бронзовые медали в командном турнире чемпионата мира в Белеке.